# Comuna Sânsimion, Harghita
Sânsimion (în maghiară: Csikszentsimon) este o comună în județul Harghita, Transilvania, România, formată din satele Cetățuia și Sânsimion (reședința).

## Demografie
Componența etnică a comunei Sânsimion
     Maghiari (93,16%)
     Alte etnii (1,06%)
     Necunoscută (5,78%)
Componența confesională a comunei Sânsimion
     Romano-catolici (91,22%)
     Reformați (1,09%)
     Alte religii (1,56%)
     Necunoscută (6,13%)
Conform recensământului efectuat în 2021, populația comunei Sânsimion se ridică la 3.407 locuitori, în scădere față de recensământul anterior din 2011, când fuseseră înregistrați 3.482 de locuitori. Majoritatea locuitorilor sunt maghiari (93,16%), iar pentru 5,78% nu se cunoaște apartenența etnică. Din punct de vedere confesional, majoritatea locuitorilor sunt romano-catolici (91,22%), cu o minoritate de reformați (1,09%), iar pentru 6,13% nu se cunoaște apartenența confesională.

## Politică și administrație
Comuna Sânsimion este administrată de un primar și un consiliu local compus din 13 consilieri. Primarul, István-Florin Kozma[*], de la Uniunea Democrată Maghiară din România, este în funcție din 2016. Începând cu alegerile locale din 2024, consiliul local are următoarea componență pe partide politice:
|  | Partid                                 | Consilieri | Componența Consiliului | Componența Consiliului | Componența Consiliului | Componența Consiliului | Componența Consiliului | Componența Consiliului | Componența Consiliului | Componența Consiliului | Componența Consiliului | Componența Consiliului | Componența Consiliului | Componența Consiliului | Componența Consiliului |
|  | -------------------------------------- | ---------- | ---------------------- | ---------------------- | ---------------------- | ---------------------- | ---------------------- | ---------------------- | ---------------------- | ---------------------- | ---------------------- | ---------------------- | ---------------------- | ---------------------- | ---------------------- |
|  | Uniunea Democrată Maghiară din România | 13         |                        |                        |                        |                        |                        |                        |                        |                        |                        |                        |                        |                        |                        |